# Royal Aircraft Factory B.E.2
Die Royal Aircraft Factory B.E.2 war das erste Militärflugzeug, das von Großbritannien genutzt wurde. Varianten dieses Flugzeugtyps wurden unter dem Spitznamen Quirk (engl. für Macke) vom Royal Flying Corps und dem Royal Naval Air Service während des ganzen Ersten Weltkrieges weiterverwendet, obwohl sie schon längst veraltet waren. Das Bezeichnungskürzel B.E. stand für Blériot Experimental.

## Geschichte
Die B.E.2 wurde von Geoffrey de Havilland als Weiterentwicklung der RAF BE.1 mit einem stärkeren Motor gebaut und flog im Februar 1912 das erste Mal mit de Havilland als Testpilot. Kurze Zeit später stellte es einen neuen britischen Höhenrekord von 3219 Metern auf. Aus einem ebenfalls 1912 stattfindenden Erprobungswettbewerb ging die B.E.2 als das beste Mehrzweckflugzeug hervor.
Die B.E.2 wurde als Aufklärer gebaut und zwei Jahre später wurden drei Überwachungsstaffeln mit diesem Flugzeugtyp ausgerüstet. Alle wurden kurz nach dem Kriegsausbruch nach Frankreich geschickt. Die größte Schwäche dieses Flugzeuges war, dass es in einer Zeit gebaut wurde, in der der Wert der Stabilität eines Flugzeuges in der Luft sehr hoch bewertet wurde, weshalb die B.E.2 nur eine geringe Manövrierfähigkeit besaß. Laut David Edgerton war die Stabilität hingegen bemerkenswert und für den Bau dieses wirklich stabilen Flugzeugs sei aufwändige Forschung nötig gewesen.
Während Stabilität in der Tat der Vorzug einer Aufklärungsmaschine war, wurde sie durch die Probleme beim Manövrieren zu einem leichten Ziel für gegnerische Angreifer, und die B.E.2-Einheiten erlitten hohe Verluste. Aufgrund dieser extremen Verwundbarkeit erhielt die B.E.2 von deutschen Piloten den Spitznamen „kaltes Fleisch“ und wurde vom britischen Fliegerass Albert Ball als bloody awful plane (engl.: sinngemäß „absolut schreckliches Flugzeug“) bezeichnet.
1917 flog ein Verband von sechs B.E.2 vom Flughafen St. Omer. Eine Maschine stürzte während des Fluges und drei bei der Landung ab, eine wurde vermisst. Der Überlebende Leutnant A.S.G. Lee sagte:

„Ich fühlte mich eher als Schurke, weil ich nicht abstürzte, weil alle froh waren, wenn Todesfallen wie die Quirks, besonders neue, abgeschrieben wurden.“

Von 1917 an wurde die B.E.2 meist von der Front ferngehalten, jedoch weiterhin zur U-Boot-Sichtung, Luftschiffabwehr und als Ausbildungsflugzeug eingesetzt. Aufgrund ihrer Rolle als Luftschiff-Abfangjäger kam die B.E.2 dann auch zu Ruhm. In der Nacht des 3. August 1916 schoss eine B.E.2, geflogen von Captain William Leefe Robinson, das erste Luftschiff (Typ Schütte-Lanz) über Großbritannien ab. Das brachte Robinson ein Victoria-Kreuz sowie eine Belohnung von etwa 3500 Englischen Pfund ein.
Nach dem Produktionsbeginn in den Jahren 1912/13 wurde das Grundmuster rasch zur B.E.2a weiterentwickelt, die dann auch nach dem Beginn des Krieges als erstes britisches Flugzeug in Frankreich zum Einsatz kam. Ihr folgte die B.E.2b, mit der bei der B.E.2 Querruder eingeführt wurden. Die nächste Serie war die B.E.2c, die den stärkeren RAF-1a-Motor trug und in größerer Stückzahl gebaut wurde; sie trug auch erstmals eine Bewaffnung. Alternative Waffenausstattungen wurden mit der nachfolgenden B.E.2d und der Schlussserie B.E.2e untersucht. Durch Umbau zum Kampfeinsitzer erschien 1916 die B.E.12
Etwa 3500 B.E.2 wurden von mehr als 20 verschiedenen Herstellern produziert und waren die Basis einer Abfangjäger-Version, die jedoch ohne Erfolg blieb – der RAF BE.12. Eine kleine Anzahl von Flugzeugen wird in Museen überall auf der Welt aufbewahrt, unter anderem im RAF Museum in Hendon, im Canada Aviation Museum in Ottawa und im Musée de l’air et de l’espace in Paris.

## Militärische Nutzung
Australien
- Australian Flying Corps

 Belgien
- Belgische Luftkomponente

 Estland
- Estnische Luftstreitkräfte

 Griechenland
- Griechische Marine

 Niederlande
nur ein Exemplar
 Norwegen
- Hærens flyvåpen

 Südafrikanische Union
- South African Aviation Corps

 Vereinigtes Königreich
- Royal Flying Corps / Royal Air Force
- Royal Naval Air Service

 Vereinigte Staaten
- American Expeditionary Force

## Technische Daten
| Kenngröße             | Daten B.E.2e                                        |
| --------------------- | --------------------------------------------------- |
| Baujahre              | 1916–1917                                           |
| Hersteller            | Royal Aircraft Factory, Vickers, Bristol            |
| Konstrukteur          | Geoffrey de Havilland                               |
| Besatzung             | 2                                                   |
| Länge                 | 8,31 m                                              |
| Spannweite            | 12,42 m                                             |
| Höhe                  | 3,66 m                                              |
| Flügelfläche          | 33,50 m²                                            |
| Leermasse             | 649 kg                                              |
| Startmasse            | 959 kg                                              |
| Triebwerk             | ein luftgekühlter V8-Motor R.A.F.-1a, 90 PS (66 kW) |
| Höchstgeschwindigkeit | 145 km/h in Bodennähe                               |
| Gipfelhöhe            | 3500 m                                              |
| Reichweite            | 320 km oder 200 NM                                  |
| Flugdauer             | 3:15 h                                              |
| Bewaffnung            | 2 Lewis-MG, 7,7 mm                                  |